# Światła pozycyjne
Światła pozycyjne – lampy, które włączane są po zapadnięciu zmierzchu na pojazdach (drogowych i szynowych) i statkach (wodnych i powietrznych) w celu zasygnalizowania innym użytkownikom dróg i szlaków własnego położenia.

## Samochody
Samochody powinny być wyposażone w dwie białe (od 1.01.2010 niedozwolone są żółte) lampy pozycyjne przednie (tzn. widoczne z przodu pojazdu) oraz dwie czerwone lampy pozycyjne, widoczne z tyłu pojazdu. Pojazdy samochodowe i przyczepy, których długość (wraz z ewentualnym dyszlem) przekracza 6 metrów, powinny być wyposażone dodatkowo w żółte światła pozycyjne boczne. Pojazdy samochodowe poniżej 6 metrów długości mogą, ale nie muszą, posiadać bocznych świateł pozycyjnych (gdy je posiadają, mogą migać w fazie z kierunkowskazami). Światła pozycyjne powinny być widoczne w nocy przy dobrej przejrzystości powietrza z odległości co najmniej 300 metrów.
W Europie, zgodnie z Regulacją 48 ECE (przepisy homologacyjne ONZ) oraz z przepisami Unii Europejskiej, w pojazdach samochodowych poniżej 6 metrów długości, opcjonalne żółte światła pozycyjne boczne mogą być umieszczone w przedniej i/lub tylnej 1/3 długości pojazdu (np. Volvo V40). Dodatkowo, jeżeli tylna lampa pozycyjna boczna jest zgrupowana z dowolną inną lampą tylną pojazdu, może być czerwona (np. nowe modele Volvo oraz BMW). W pojazdach samochodowych powyżej 6 m długości powinna być zamontowana co najmniej 1 lampa pozycyjna w środkowej 1/3 długości pojazdu, jedna najwyżej 3 metry od przodu oraz jedna 1 metr od tyłu pojazdu. Odległość pomiędzy nimi nie powinna przekraczać 4 metrów. Liczba lamp zależy od spełnienia podanych warunków.
W Polsce (zgodnie z Rozporządzeniem Ministra Infrastruktury z dnia 31 grudnia 2002 r. w sprawie warunków technicznych pojazdów oraz zakresu ich niezbędnego wyposażenia) określono jedynie zasady rozmieszczenia zgodne z podanymi powyżej dla pojazdów przekraczających 6 metrów długości. Rozbieżności w przepisach polskich i europejskich nie usunięto od 2004 r..
W USA i Kanadzie lampy pozycyjne boczne (obrysówki) są obowiązkowe w każdym samochodzie (przednie obrysówki są pomarańczowe, a tylne czerwone). Ponadto przednie światła pozycyjne mogą być białe lub pomarańczowe (ten drugi typ spotykany jest częściej).

Symbol świateł pozycyjnych

## Jednoślady
Światła pozycyjne motocykla i roweru mogą być pojedyncze zarówno z przodu, jak i z tyłu. Widoczność w nocy świateł motocykla powinna być taka sama, jak dla samochodu, a dla roweru – co najmniej z odległości 150 metrów przy dobrej przejrzystości powietrza.

## Pojazdy szynowe
Tramwaje powinny być wyposażone w białe przednie oraz czerwone tylne światła pozycyjne, podobnie jak inne pojazdy lądowe. Pociągi w każdym państwie podlegają osobnym przepisom. W polskich przepisach kolejowych nie istnieje pojęcie świateł pozycyjnych – stosuje się sygnały barwy czerwonej, niebieskiej oraz białej (pełniące najczęściej również funkcję oświetleniową w porze nocnej w przypadku białej barwy), które w razie potrzeby mogą zostać wyświetlone w różnej konfiguracji w zależności od potrzeb i z zachowaniem obowiązujących przepisów.

## Statki wodne

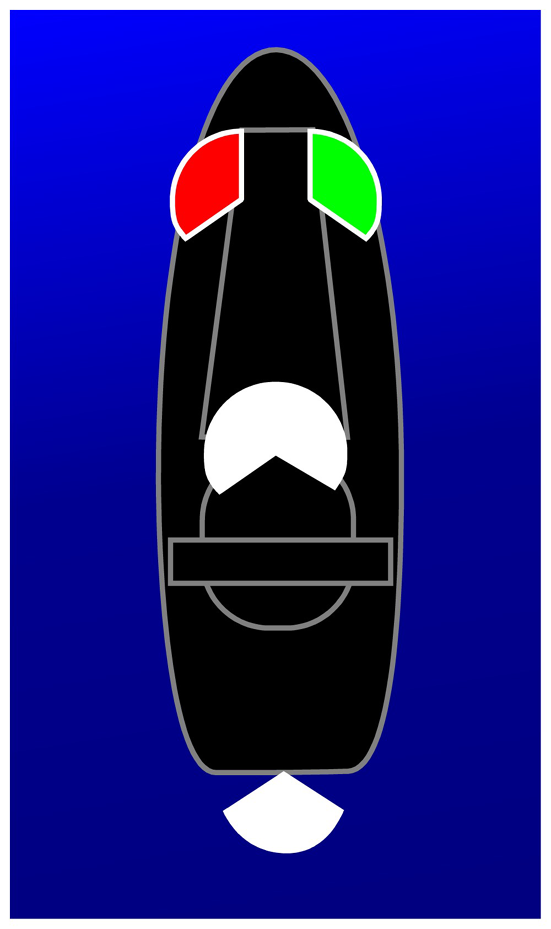
Światła nawigacyjne łodzi motorowej

zobacz więcej w osobnym artykule: Międzynarodowe Przepisy o Zapobieganiu Zderzeniom na Morzu: Część C - Światła i znaki
Oświetlenie pozycyjne jednostek wodnych jest określone w Międzynarodowych Przepisach o Zapobieganiu Zderzeniom na Morzu, w jej części C. Światła pozycyjne statków wodnych są bardzo zróżnicowane i zależnie od:
- typu jednostki pływającej (lub zespołu jednostek),
- wielkości (długości i szerokości) jednostki pływającej (lub zespołu),
- czynności, jakie ta jednostka (lub zespół) wykonuje.

Światła pozycyjne mogą być w kolorach:
- białe (ciągłe),
- zielone (ciągłe),
- czerwone (ciągłe),
- żółte (ciągłe lub migające),
- niebieskie (migające) - tylko na śródlądziu.

Najczęściej spotykane światła to:
- burtowe czerwone - oznacza lewą burtę, świeci pod kątem 112,5° (10 rumbów) od osi statku w lewą stronę;
- burtowe zielone - oznacza prawą burtę, świeci pod kątem 112,5° (10 rumbów) od osi statku w prawą stronę;
- światło rufowe białe - świeci do tyłu w sektorze 135° (12 rumbów);
- światło masztowe, zwane silnikowym - znajduje się na powyżej świateł burtowych i świeci w sektorze 225° (20 rumbów) do przodu. Używane jest tylko w przypadku poruszania się za pomocą napędu mechanicznego.

Taki system sektorowego rozmieszczenia świateł umożliwia identyfikację z dużej odległości nie tylko pozycji statku, ale także przybliżonego kierunku jego przemieszczania się i możliwej odległości od danej jednostki (przepisy określają jaka powinna być widoczność poszczególnych świateł zależnie od umieszczenia światła).

## Statki powietrzne
System oznaczania światłami pozycyjnymi statków powietrznych podobny jest do systemu obowiązującego na statkach wodnych: po prawej stronie (na prawym skrzydle) zapalana jest lampa zielona, a po lewej - czerwona.